# Theristicus caerulescens
L'ibis plumbeo (Theristicus caerulescens (Vieillot, 1817)) è un uccello della famiglia Threskiornithidae.

## Distribuzione e habitat
Questa specie è diffusa in Bolivia, Brasile meridionale, Paraguay, Argentina e Uruguay.